# Dobrînka, Petropavlivka
Dobrînka (în ucraineană Добринька) este un sat în comuna Osadce din raionul Petropavlivka, regiunea Dnipropetrovsk, Ucraina.

## Demografie
Componența lingvistică a localității Dobrînka
     Ucraineană (98,33%)
     Rusă (1,26%)
     Alte limbi (0,42%)
Conform recensământului din 2001, majoritatea populației localității Dobrînka era vorbitoare de ucraineană (98,33%), existând în minoritate și vorbitori de rusă (1,26%).